# Скосичи (Мачерата)
Скосичи је насеље у Италији у округу Мачерата, региону Марке.
Према процени из 2011. у насељу је живело 10 становника. Насеље се налази на надморској висини од 0 м.